# Nyanza

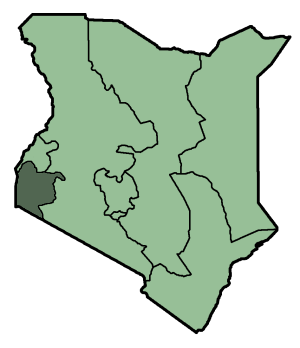
Localização da Província de Nyanza no Quénia

A Província de Nyanza (Mkoa wa Nyanza, em kiswahili) é uma província do Quénia. Sua capital é Kisumu.

## Administração
A Província de Nyanza está dividida em doze distritos (wilaya):
| Distrito  | Capital  |
| --------- | -------- |
| Bondo     | Bondo    |
| Gucha     | Ogembo   |
| Homa Bay  | Homa Bay |
| Kisii     | Kisii    |
| Kisumu    | Kisumu   |
| Kuria     | Kehancha |
| Migori    | Migori   |
| Nyamira   | Nyamira  |
| Nyando    | Awasi    |
| Rachuonyo | Oyugis   |
| Siaya     | Siaya    |
| Suba      | Mbita    |